# Zvartnots (revue littéraire)
Pour les articles homonymes, voir Zvartnots (homonymie).
Zvartnots arménien : Զուարթնոց, littéralement « Maison des veilleurs » ou « Pavillon des anges ») est une revue littéraire en langue arménienne fondée en janvier 1929 par Hrant Palouyan et disparue en 1964.

## Historique
Zvartnots est fondée par Hrant Palouyan en janvier 1929. Le titre fait référence à l'église Zvartnots, fondée au VIIe siècle par le catholicos Nersès III dit « le Bâtisseur ». La revue est au départ un bimensuel de grand format et ce jusqu'à fin 1931, date à laquelle la publication de Zvartnots cesse brutalement.
Le projet de la revue (dans une traduction donnée ici par Krikor Beledian) est très vaste, englobant quasiment tout le champ artistique, et derrière lequel on devine la patte de Chavarch Nartouni :

« 1. Littérature la plus récente : les aînés et les jeunes inclus ; des traductions d’œuvres étrangères ; des inédits d'auteurs arméniens disparus ;

2. Mouvement des idées et les livres aussi bien en Arménie qu'en Europe ; philosophie de la littérature, histoire des littératures occidentales et orientales ; recherche d'une « politique de la littérature » ; nouvelle littérature russe ;

3. Art ancien, archéologie, croyances religieuses dans l'art ;

4. Musique : de l'école wagnérienne jusqu'au jazz en passant par les musiques populaires et liturgiques de l'Arménie ;

5. Peinture et sculpture : de l’impressionnisme au surréalisme en passant par l'art nègre ;

6. Théâtre : études sur les théâtres russes, japonais, indiens, arméniens, grecs, etc. ;

7. Architecture : exceptionnellement celle d'Arménie ;

8. Vie artistique : échos parisiens, expositions, concerts, danse, cinéma, music-hall, cirque, etc. »

Si certains, comme Hagop Oshagan, critiquent plus tard la « naïveté » de ce projet dantesque, Zvartnots semble recevoir un bon accueil auprès de son lectorat, qui est présent en France, en Égypte, en Syrie, au Liban, en Roumanie, en Bulgarie ou encore en Iran. La volonté de la revue est de donner un toit aux écrivains arméniens et en particulier à ceux de la jeune génération, sans doctrine littéraire particulière.
Parmi les auteurs de la revue, on compte Archag Tchobanian, Nichan Béchiktachlian, Nigoghos Sarafian, Vahan Tékéyan, Hagop Oshagan, Chavarch Nartouni, Vahram Tatoul, etc. Zvartnots publie ainsi des textes originaux, des articles critiques sur des œuvres arméniennes et étrangères (Paul Valéry, Luigi Pirandello), des traductions en arménien de textes d'auteurs comme Knut Hamsun, Stefan Zweig, Leonid Andreïev, etc. ainsi que des articles sur la musique, la danse ou encore le théâtre moderne, se montrant donc très ouverte aux productions non arméniennes. On peut aussi y lire des articles historiques sur l'archéologie, l'architecture ou la littérature médiévale.
La revue est sympathisante de la Fédération révolutionnaire arménienne.
Après six ans d'interruption de la publication, Hrant Palouyan la relance le 15 septembre 1937 (et jusqu'en 1939) sous la forme d'un mensuel format tabloïd. Zvartnots retrouve alors des écrivains importants de la diaspora arménienne. Toujours en 1937, Hrant Palouyan publie un recueil intitulé Zvartnots, Almanach de littérature et d'art, suivi d'un second en 1944.
La revue ressort de nouveau de manière trimestrielle en 1947-1948,. Enfin, Zvartnots est publiée de manière mensuelle en 1955-1964.

## Liste des numéros[11]
- Première année (1929-1930) :
  - n° 1, janvier 1929, [lire en ligne] ;
  - n° 2, mars 1929, [lire en ligne] ;
  - n° 3, mai 1929, [lire en ligne] ;
  - n° 4, juillet 1929, [lire en ligne] ;
  - n° 5, septembre 1929, [lire en ligne] ;
  - n° 6-7, décembre 1929, [lire en ligne] ;
  - n° 8, juillet 1930, [lire en ligne] ;
  - n° 9, 15 août 1930, [lire en ligne] ;
  - n° 10, 1er octobre 1930, [lire en ligne].

- Deuxième année (1931) :
  - n° 1, janvier 1931, [lire en ligne] ;
  - n° 2, 15 juillet 1931, [lire en ligne] ;
  - n° 3, 1er août 1931, [lire en ligne] ;
  - n° 4-5, 1er octobre 1931, [lire en ligne].

- Troisième année (1937-1939, 1944).

- Quatrième année (1947-1948) :
  - n° 1, janvier 1947, [lire en ligne] ;
  - n° 2, août 1947, [lire en ligne] ;
  - n° 3, mai 1948, [lire en ligne].

- Cinquième année (1955-1964).